# Monestir dels Ibers
El monestir dels Ibers (en grec: Μονή Ιβήρων, Moní Ivíron; en georgià: ივერთა მონასტერი) és el tercer en la jerarquia dels monestirs ortodoxos del Mont Atos. Fou construït entre el 980 i el 983 per monjos georgians, sota la supervisió d'Eutimi l'Il·luminador i Joan d'Ibèria. Aquest darrer era un noble georgià que provenia del Regne d'Ibèria, i per això se li atribueix l'origen del nom del monestir. El monestir està dedicat a l'Assumpció de la Mare de Déu, que se celebra el 15 d'agost en el calendari gregorià i el 28 d'agost en el calendari julià. La biblioteca del monestir conté 2.000 manuscrits, 15 rotlles litúrgics, i 20.000 llibres, la majoria dels quals són en georgià, grec, hebreu i llatí. El monestir va tenir un important paper en l'apogeu de la literatura georgiana durant els segles xi i xii.
El 1993, el cantautor escalenc Josep Tero fou expulsat del monestir dels Ibers després d'identificar-se com a català, atès que a Grècia encara era viu el record de les atrocitats de la Venjança Catalana, i es veié obligat a passar la nit a la intempèrie. Colpit per aquesta experiència, en tornar a Catalunya treballà incansablement per aconseguir la reconciliació entre catalans i grecs. Els seus esforços arribaren a bon port el 2005, quan el portaveu de la Generalitat de Catalunya i conseller de Política Territorial, Joaquim Nadal, i l'hegumen del monestir de Vatopedi inauguraren la restauració de la torre del tresor del monestir, finançada amb 240.000 euros per la Generalitat com a desgreuge per les massacres que els almogàvers hi havien comès al segle xiv. La torre del tresor és un antic trull que acull l'esplèndida col·lecció d'obres d'art regalades al monestir al llarg de la història pels emperadors romans, els tsars de Rússia i altres monarques cristians.